# Cartoceto
Cartoceto es una localidad y comune italiana de la provincia de Pesaro y Urbino, región de las Marcas, con 7944 habitantes.

## Evolución demográfica
| Gráfica de evolución demográfica de Cartoceto entre 1861 y 2001 |
|                                                                 |
| Fuente ISTAT - elaboración gráfica de Wikipedia                 |